# Khayelitsha
Khayelitsha ist eines der größten Townships Südafrikas. Es liegt am Stadtrand von Kapstadt in den Cape Flats. Khayelitsha ist das isiXhosa-Wort für Neue Heimat.

## Geografie

### Bevölkerung
2011 lebten 391.749 Menschen in Khayelitsha, davon rund 98,5 Prozent Schwarze. Innerhalb des Townships wird vor allem isiXhosa gesprochen. Es besteht aus mit öffentlichen und privaten Mitteln errichteten Wohnhäusern sowie aus Hütten, die mit Blech, Holz und Pappen gebaut wurden.

### Lage
| Crossroads                         | Driftsands Nature Reserve                   | Eerste River                 |
| Philippi-Farmland, Mitchells Plain | Kompassrose, die auf Nachbargemeinden zeigt | Faure                        |
| Mitchells Plain False Bay          | False Bay                                   | Sandvlei, Macassar False Bay |

### Städtebauliche Entwicklung
Der Wohnungsmangel im westlichen Teil der Kapprovinz, besonders im Großraum Kapstadt, hatte in den 1980er Jahren stark zugenommen, wovon besonders die schwarze Bevölkerung betroffen war. Nach offiziellen Angaben von 1983 befanden sich 5882 Familien auf kommunalen Wartelisten. Anderen Angaben nach gab es einen Bedarf für 19.000 Familien. Mit staatlichen Mitteln sind daher 1982 in Langa und Guguletu neue Wohnhäuser gebaut worden. Weil der Bedarf nicht gedeckt werden konnte, wurde um 1983 eine neue Townshipsiedlung, Khayelitsha, mit 1000 Gebäuden und einem finanziellen Volumen von etwa 3 Millionen Rand in die Siedlungsplanung aufgenommen. Die Projektentwicklung lag in den Händen der National Housing Commission (NHC). Weitere 6 Millionen Rand wurden für den weiteren Ausbau von Khayelitsha bereitgestellt. Das mit dem neuen Township verfolgte Ziel bestand in der Auflösung der Squattersiedlung von Crossroads. Der Minister Piet Koornhof kündigte an, dass der neue Stadtteil von etwa 2500 Hektar Fläche als künftiges Wohngebiet für 300.000 Schwarze dienen soll und hoffte auf einen freiwilligen Umzug aus anderen Siedlungen. Der Parlamentsabgeordnete Ken Andrew (PFP) gab dem Minister zu bedenken, dass die geplante Siedlung Probleme erzeugen wird. Ablehnende Positionen zu diesen Planungen äußerten Black Sash, das Cape Housing Action Committee und die United Women’s Organisation. Die Pläne erzeugten Unruhen, da die gewaltsame Beseitigung weiterer Barackensiedlungen (beispielsweise das KTC-Camp) angekündigt, zwangsweise Ausweisungen in die Transkei mit Billigung ihrer Homelandregierung und durch die Behörden die Verfolgung „illegaler“ Siedler forciert wurden. Helen Suzman (PFP) nannte das Vorgehen „eine undurchdachte und nutzlose Art und Weise, eine offensichtliche Wohnungskrise anzugehen“. Am 15. Februar 1985 gab Gerrit Viljoen, der Amtsnachfolger von Koornhof, bekannt, dass nun Personal und Transport bereitgestellt würde, um die Vorbereitungen des Umzugs von Crossroads zu beschleunigen.

## Geschichte
Khayelitsha entstand 1985 als Wohngebiet für Schwarze ab dem 15. April mit den ersten Umsiedlern aus der Cathedral group (benannt nach ihrer Protestaktion in der St George’s Cathedral in Kapstadt) in den Sektor C der neuen Siedlung. Das waren nach Angaben ihres Anführers Mali Hoza 12.000 Personen. Zuvor hatte es Konsultationen von Regierungsvertretern mit Repräsentanten des Crossroads executive committee gegeben, die für eine möglichst ruhige Situation als wichtig erachtet wurden. Trotzdem gab es Unruhen, in deren Verlauf es zu Personenschäden und einer Zerstörung von 28 Polizeifahrzeugen kam. Bis zum Juni 1985 waren 31.735 Personen in den Sektor C umgezogen. Für die Squatter ohne Arbeitserlaubnis wurde nach dem Blacks (Urban Areas) Consolidation Act von 1945 eine Frist von 18 Monaten gesetzt, in der sie eine legale Arbeit finden und nach Khayelitsha umziehen sollten. Der Umzugsprozess und die vorangegangenen Dispute erzeugten auch im Umfeld von Crossroads differenzierte Ansichten. Führende Akteure aus der Squattersiedlung Nyanga Bush lehnten die bisher vereinbarten Regelungen für Crossroads ab, wollten vor einem Umzug die Zusage für eine offizielle Einwohnerschaft in Khayelitsha erhalten. Sie forderten daher ein Gespräch mit Minister Gerrit Viljoen, um ihre Positionen ihm persönlich mitteilen zu können.
In den Jahren nach 2000 versuchte die Regierung durch verschiedene Kampagnen, die Lebensbedingungen zu verbessern. Das bestand darin, allen Bewohnern freies Wasser und Elektrizität zu gewähren; weiter gibt es ein intensives Housing Programme, was die Zahl der shacks (Baracken) verringern soll. Für die neuerrichteten Häuser aus Stein gibt es jedoch lange Wartelisten.

## Mediale Rezeption
Khayelitsha diente der Opernverfilmung U-Carmen des britischen Regisseurs Mark Dornford-May als Kulisse für eine afrikanische Version der Oper Carmen von Georges Bizet. Gesprochen und gesungen wird in isiXhosa. Der Film gewann bei der Berlinale 2005 die höchste Auszeichnung.

## Galerie

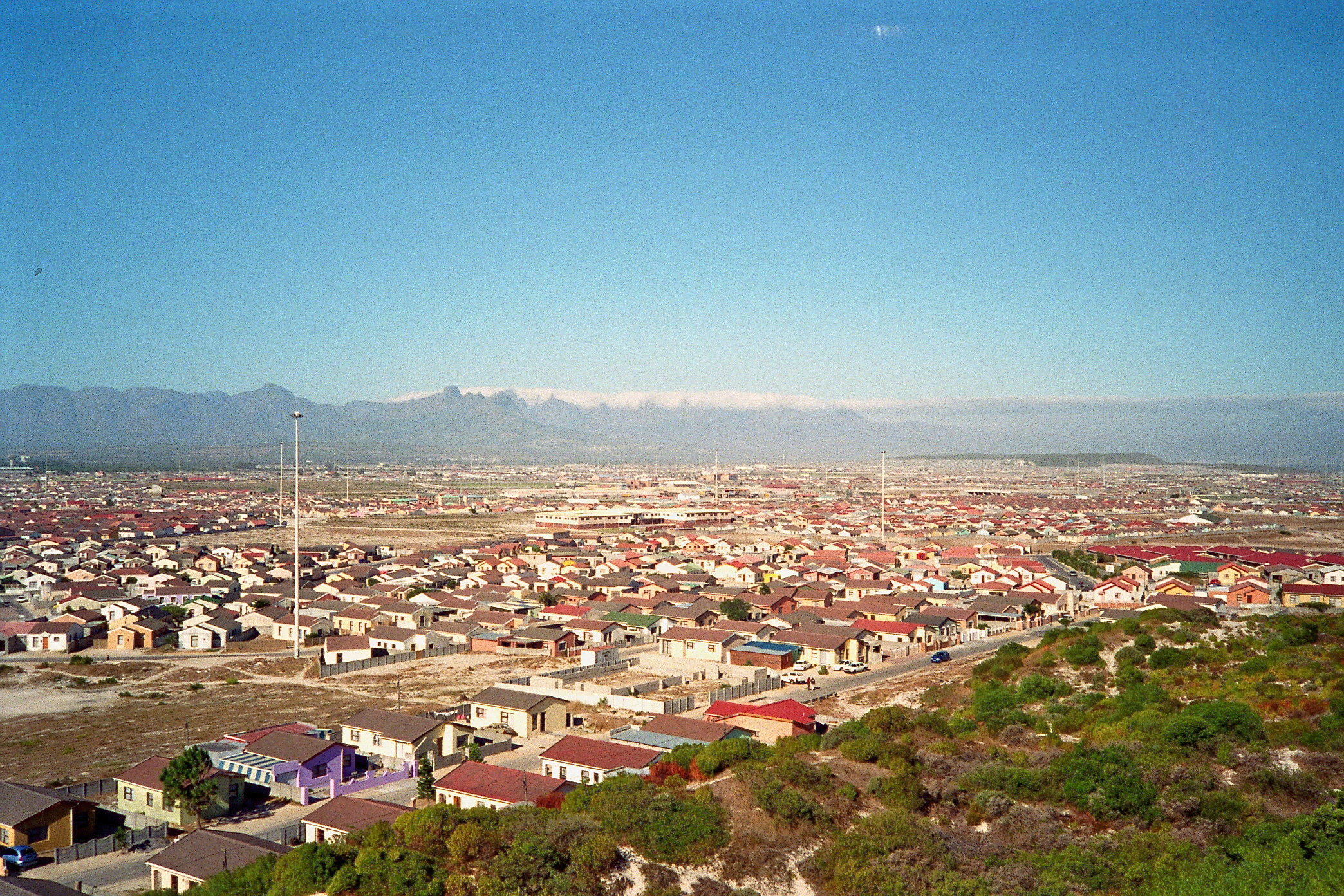
Regelmäßig angelegte Wohnbauten
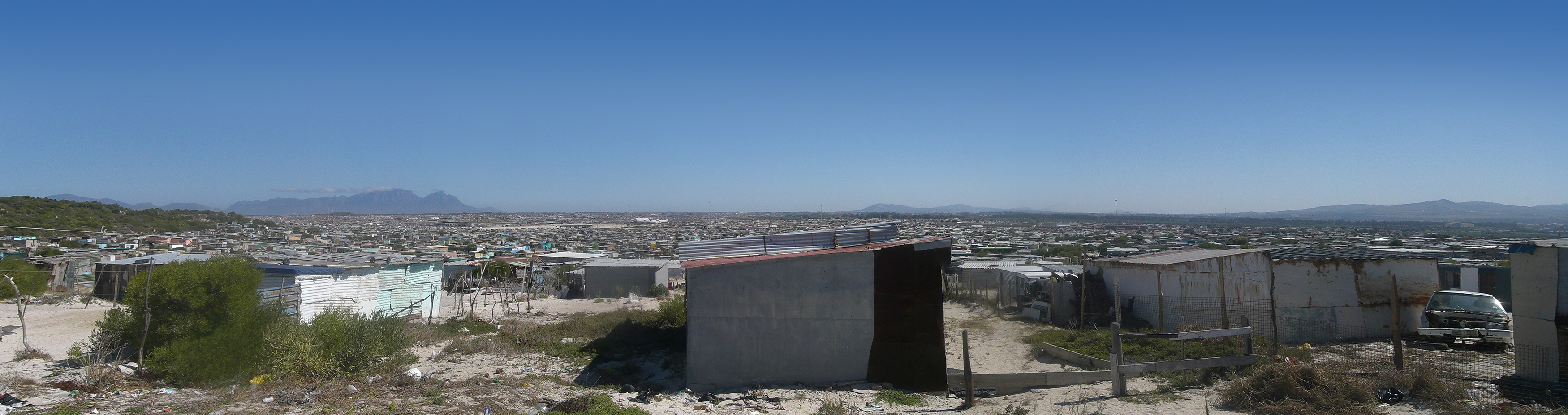
Blick über die Siedlung
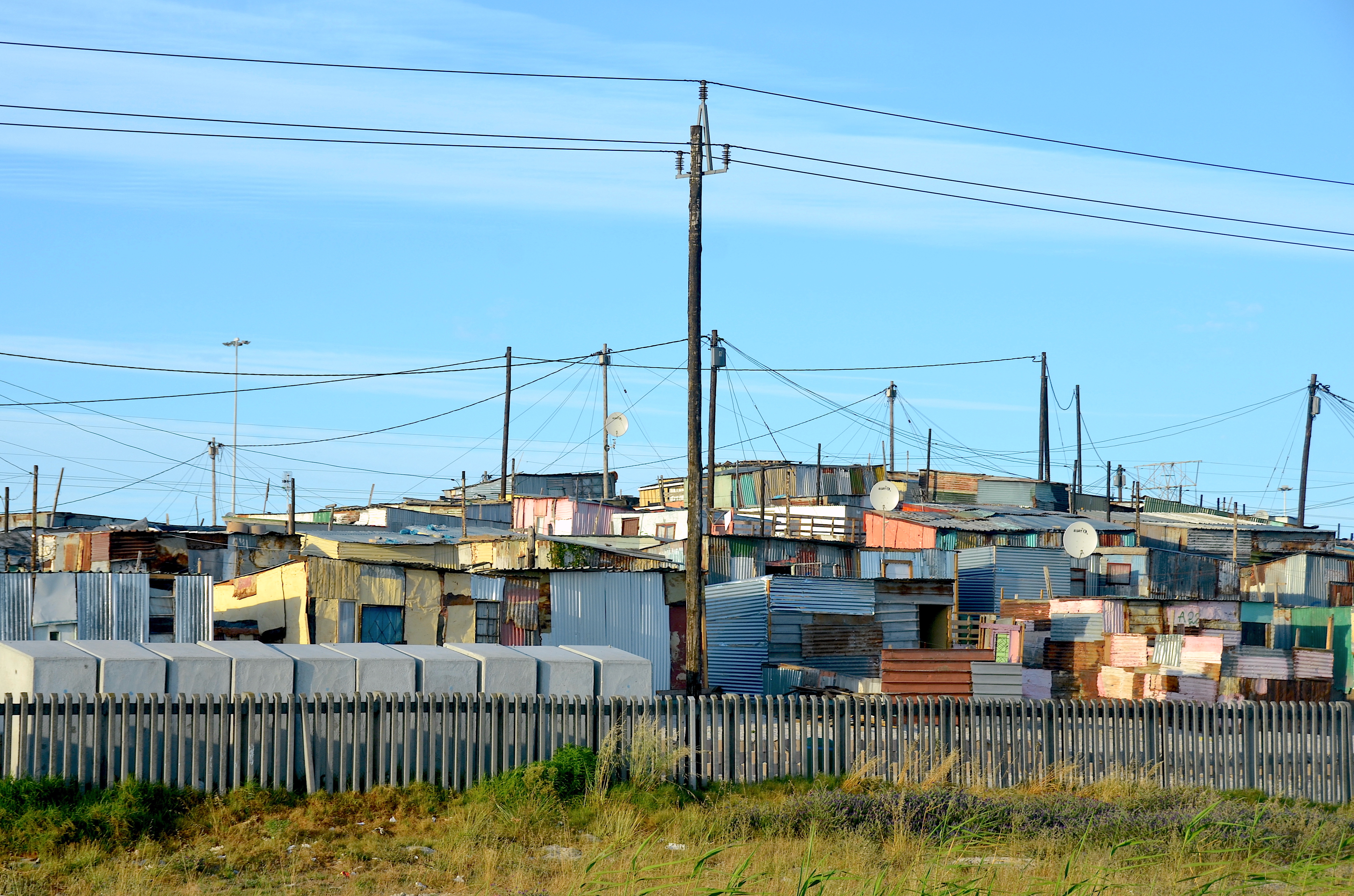
Barackensiedlung an der N2 (2015)